# 21035 Iwabu
21035 Iwabu este un asteroid din centura principală de asteroizi.

## Descriere
21035 Iwabu este un asteroid din centura principală de asteroizi. A fost descoperit pe 1 ianuarie 1990 la Kitami de Kin Endate și Kazuro Watanabe. Asteroidul prezintă o orbită caracterizată de o semiaxă mare de 2,34 ua, o excentricitate de 0,25 și o înclinație de 4,8° în raport cu ecliptica.